# Abramów (Bychawka Druga-Kolonia)
Abramów – część wsi Bychawka Druga-Kolonia w Polsce, położona w województwie lubelskim, w powiecie lubelskim, w gminie Bychawa.
W latach 1975–1998 Abramów administracyjnie należał do ówczesnego województwa lubelskiego.
Wierni Kościoła rzymskokatolickiego należą do parafii Wszystkich Świętych w Bychawce.